# ティズナウ
ティズナウ (Tiznow) は、アメリカ合衆国の競走馬、種牡馬である。2000・2001年にはブリーダーズカップ・クラシックを史上初めて連覇し、競走馬として高い能力を示した。2000年にはエクリプス賞年度代表馬に選出されている。同年の3歳牡馬チャンピオン、2001年の古牡馬チャンピオンでもある。

## 競走馬時代

### 3歳時代
2000年にサンタアニタ競馬場の未勝利戦でデビュー。このレースでは6着に敗れるが、その後3戦目で初勝利を果たす。次走のG3のアファームドハンデキャップを勝利すると、G1のスワップスステークスへと駒を進める。しかし、ここではキャプテンスティーヴの2着と敗れ、続くパシフィッククラシックステークスでも2着となるなど、なかなかG1には手が届かなかった。しかし、スーパーダービーでは6馬身差で圧勝し、初めてのG1タイトルを手にする。その後G2勝ちを挟み、そのまま勢いに乗ってブリーダーズカップ・クラシックに出走する。このレースでは積極的に先手を取り、最後の直線では欧州からの刺客ジャイアンツコーズウェイとの壮絶な叩き合いをクビ差凌いで優勝する。この競走には他にも、キャプテンスティーヴやフサイチペガサス、キャットシーフ、レモンドロップキッドなどの強豪が名を連ねていたため勝利した同馬の評価を高め、同年のエクリプス賞年度代表馬の選出に繋がった。カリフォルニア産馬、3歳クラシック未出走馬のブリーダーズカップ・クラシックの勝利という点でも、稀有なレースであった。また、この前年には全兄バドロワイヤルがキャットシーフの2着に敗れており、その雪辱も果たす形となった。

### 4歳時代
2001年も現役を続行した。G2競走を2戦使った後、サンタアニタハンデキャップを5馬身差で圧勝。しかし、その後は腰を痛めた影響もあったか、3着が続く。引退レースとなったブリーダーズカップ・クラシックでは、前走までやや精彩を欠いていたことや、サキーやガリレオといった欧州の有力馬も出走したことから、4番人気にとどまった。レースは前年と同様に、最後の直線で壮絶な叩き合いとなったがサキーとの競り合いを制し、同レース史上初の連覇（2022年現在で唯一）を達成した。

### エピソード
- 2009年5月、アメリカ競馬名誉の殿堂博物館は同馬の競走成績を評価し、ティズナウを殿堂馬の1頭として選定している。

- 共同馬主であるセシリア・ストラブ・ルーベンスは、ティズナウのブリーダーズカップ・クラシック勝利を見届けた直後、84歳でこの世を去った[1]。セシリアが調教師に残した最期の言葉は“Take care of my boy.” だったという[2]。翌年も同レースを連覇した際、関係者の間ではセシリアが後押ししてくれたという声も聞かれた[3]。

- 2001年のブリーダーズカップの開催地は、グラウンドゼロからわずか12マイルほどのところにあるベルモント競馬場であった。ティズナウが欧州勢を退けて連覇した姿は、9.11の傷が残るアメリカ国民に感動を与えた。勝利の瞬間の＂Tiznow wins it for America!＂という実況は有名である。[4]

- NFLのコーチが、チームの士気を上げるためにティズナウのレース映像を選手たちに見せたというエピソードがある[5]。2001年、ニューイングランド・ペイトリオッツのヘッドコーチであったビル・ベリチックは、不振が続くチームの選手たちに、その年のティズナウが勝利したブリーダーズカップ・クラシックの映像を見せて奮起を促した。その後ペイトリオッツは、12試合のうち11試合に勝利し、更にスーパーボウルをも制すこととなった。

### 成績詳細
| 出走日         | 競馬場             | 競走名                  | 格 | 距離   | 着順 | 騎手            | 着差      | 1着（2着）馬       |
| -------------- | ------------------ | ----------------------- | -- | ------ | ---- | --------------- | --------- | ------------------ |
| 2000年04月23日 | サンタアニタ       | 未勝利                  |    | D6f    | 6着  | A・ソリス       | 3馬身     | Mr.Wonderful       |
| 2000年05月11日 | ハリウッド         | 未勝利                  |    | D8・5f | 2着  | A・ソリス       | クビ      | Spicy Stuff        |
| 2000年05月31日 | ハリウッド         | 未勝利                  |    | D8・5f | 1着  | A・ソリス       | 8 1/2馬身 | (Coldwater Canyon) |
| 2000年07月01日 | ハリウッド         | アファームドH           | G3 | D8・5f | 1着  | V・エスピノーザ | クビ      | (Dixie Union)      |
| 2000年07月23日 | ハリウッド         | スワップスS             | G1 | D9f    | 2着  | V・エスピノーザ | 2 1/2馬身 | Captain Steve      |
| 2000年08月26日 | デルマー           | パシフィッククラシックS | G1 | D10f   | 2着  | C・マッキャロン | 2馬身     | Skimming           |
| 2000年09月30日 | ルイジアナダウンズ | スーパーダービー        | G1 | D10f   | 1着  | C・マッキャロン | 6馬身     | (Commendable)      |
| 2000年10月15日 | サンタアニタ       | グッドウッドBCH         | G2 | D9f    | 1着  | C・マッキャロン | 1/2馬身   | (Captain Steve)    |
| 2000年11月04日 | チャーチルダウンズ | BCクラシック            | G1 | D10f   | 1着  | C・マッキャロン | クビ      | (Giant's Causeway) |
| 2001年01月13日 | サンタアニタ       | サンフェルナンドBCS     | G2 | D8・5f | 1着  | C・マッキャロン | 1 1/4馬身 | (Walkslikeaduck)   |
| 2001年02月03日 | サンタアニタ       | ストラブS               | G2 | D9f    | 2着  | C・マッキャロン | 2馬身     | Wooden Phone       |
| 2001年03月04日 | サンタアニタ       | サンタアニタH           | G1 | D10f   | 1着  | C・マッキャロン | 5馬身     | (Wooden Phone)     |
| 2001年09月08日 | ベルモント         | ウッドワードS           | G1 | D9f    | 3着  | C・マッキャロン | 1 1/2馬身 | Lido Palace        |
| 2001年10月07日 | サンタアニタ       | グッドウッドBCH         | G2 | D9f    | 3着  | C・マッキャロン | 1 1/2馬身 | Freedom Crest      |
| 2001年10月27日 | ベルモント         | BCクラシック            | G1 | D10f   | 1着  | C・マッキャロン | ハナ      | (Sakhee)           |

## 種牡馬時代
競走馬引退後はケンタッキー州のウインスターファームで種牡馬となった。マンノウォー系種牡馬の貴重な繋ぎ手として初年度産駒からエクリプス賞最優秀2歳牝馬フォークロアを送り出した。以後も安定して活躍馬を出している。産駒の特徴として、フォークロアやティズワンダフルのように仕上がりが早い馬、カーネルジョンやダタラのようにクラシック三冠戦線で活躍する馬がいる一方、ティズウェイやウェルアームドのように古馬となってから大成する馬も多い。2013年の種付け料は75,000ドルと高い評価を受けている。また、孫世代も多くの重賞競走を制しており、サイアーラインの継続が危惧されていたゴドルフィンアラビアン、マンノウォー系もティズナウを中心に広まりつつあった。
しかし、2010年代後半に入ると、韓国に輸出された同系のオフィサーが成功したことから、ティズワンダフル、カーネルジョン、ティズウェイ（加えてアイアムユアファーザー、モダウンカウボーイ）と後継種牡馬が立て続けに韓国に輸出された。北米に残留したジェモロジストやツーリスト、ストロングマンデート、モーニングライン(2018年死亡)らは当初種付け数を非常に多く集めたものの成功できず、2021年には種付け数をそれぞれ35頭、17頭、0頭まで減らした。2022年には、ジェモロジストが韓国へ輸出、ツーリストの種付け数は4頭に減少するなどさらに情勢は悪化した。プレザントコロニー没後のリボー系と同様に速い速度で壊滅しつつある。
2020年シーズンを最後に種牡馬を引退することが発表された。

### 主な産駒
G1競走優勝馬
- 2003年産
  - Folklore（メイトロンステークス、ブリーダーズカップ・ジュヴェナイルフィリーズ）
  - Well Armed（グッドウッドステークス、ドバイワールドカップ）
- 2004年産
  - Bullsbay （ホイットニーハンデキャップ）
  - Tough Tiz's Sis（レディーズシークレットステークス、ラフィアンハンデキャップ）
- 2005年産
  - Colonel John（サンタアニタダービー、トラヴァーズステークス）
  - Da' Tara（ベルモントステークス）
  - Tizway（メトロポリタンハンデキャップ、ホイットニーハンデキャップ）
- 2006年産
  - Mr.Hot Stuff（A. P. スミスウィック記念スティープルチェイスステークス、グランドナショナルハードル (アメリカ)）
- 2007年産
  - Morning Line（カーターハンデキャップ）
  - Tiz Miz Sue（オグデンフィップスハンデキャップ）
- 2009年産
  - Gemologist（ウッドメモリアルステークス）
- 2010年産
  - My Sweet Addiction（ヴァニティーステークス）
- 2011年産
  - Strong Mandate（ホープフルステークス）
  - Tourist （ブリーダーズカップ・マイル、フォースターデイヴハンデキャップ）
- 2015年産
  - Sporting Chance（ホープフルステークス）

種牡馬
- 2004年産
  - Tiz Wonderful

### 母の父としての代表産駒
- 2011年産
  - Personal Diary／パーソナルダイアリー（2014年デルマーオークス）[8]
  - Noble Bird （2015年スティーヴンフォスターH）
- 2013年産
  - American Patriot （2017年メイカーズ46マイルステークス）[8]
  - ストロングタイタン（2018年鳴尾記念）
- 2014年産
  - Come Dancing　（2019年バレリーナステークス）[8]
  - Tiger Feet （2018年ホセデサンマルティン将軍大賞（スペイン語版））[8]
  - True Timber （2020年シガーマイルハンデキャップ）[8]
- 2017年産
  - Tiz the Law　(2019年シャンペンステークス、2020年フロリダダービー、ベルモントステークス、トラヴァーズステークス[9])
  - ギルデッドミラー（2022年武蔵野ステークス）
- 2018年産
  - Played Hard　（2023年ラトロワンヌステークス）
- 2019年産
  - Early Voting （2022年プリークネスステークス）

## 血統表
| ティズナウの血統          | ティズナウの血統                   | ティズナウの血統                   | （血統表の出典）                   | （血統表の出典） |
| 父系                      | インリアリティー系 (インテント系） | インリアリティー系 (インテント系） | インリアリティー系 (インテント系） | [ § 2 ]          |
| 父 Cee's Tizzy 1987 芦毛  | 父の父Relaunch 1976 芦毛           | In Reality                         | Intentionally                      | Intentionally    |
| 父 Cee's Tizzy 1987 芦毛  | 父の父Relaunch 1976 芦毛           | In Reality                         | My Dear Girl                       |                  |
| 父 Cee's Tizzy 1987 芦毛  | 父の父Relaunch 1976 芦毛           | Foggy Note                         | The Axe                            | The Axe          |
| 父 Cee's Tizzy 1987 芦毛  | 父の父Relaunch 1976 芦毛           | Foggy Note                         | Silver Song                        |                  |
| 父 Cee's Tizzy 1987 芦毛  | 父の母*ティズリー Tizly 1981 鹿毛  | Lyphard                            | Northern Dancer                    | Northern Dancer  |
| 父 Cee's Tizzy 1987 芦毛  | 父の母*ティズリー Tizly 1981 鹿毛  | Lyphard                            | Goofed                             |                  |
| 父 Cee's Tizzy 1987 芦毛  | 父の母*ティズリー Tizly 1981 鹿毛  | Tizna                              | Trevieres                          | Trevieres        |
| 父 Cee's Tizzy 1987 芦毛  | 父の母*ティズリー Tizly 1981 鹿毛  | Tizna                              | Noris                              |                  |
| 母 Cee's Song 1986 黒鹿毛 | 母の父Seattle Song 1981 黒鹿毛     | Seattle Slew                       | Bold Reasoning                     | Bold Reasoning   |
| 母 Cee's Song 1986 黒鹿毛 | 母の父Seattle Song 1981 黒鹿毛     | Seattle Slew                       | My Charmer                         |                  |
| 母 Cee's Song 1986 黒鹿毛 | 母の父Seattle Song 1981 黒鹿毛     | Incantation                        | Prince Blessed                     | Prince Blessed   |
| 母 Cee's Song 1986 黒鹿毛 | 母の父Seattle Song 1981 黒鹿毛     | Incantation                        | Magic Spell                        |                  |
| 母 Cee's Song 1986 黒鹿毛 | 母の母Lonely Dancer 1975 鹿毛      | *ナイスダンサー Nice Dancer        | Northern Dancer                    | Northern Dancer  |
| 母 Cee's Song 1986 黒鹿毛 | 母の母Lonely Dancer 1975 鹿毛      | *ナイスダンサー Nice Dancer        | Nice Princess                      |                  |
| 母 Cee's Song 1986 黒鹿毛 | 母の母Lonely Dancer 1975 鹿毛      | Sleep Lonely                       | Pia Star                           | Pia Star         |
| 母 Cee's Song 1986 黒鹿毛 | 母の母Lonely Dancer 1975 鹿毛      | Sleep Lonely                       | Sulenan F-No.                      |                  |
| 母系(F-No.)               | (FN:26)                            | (FN:26)                            | (FN:26)                            | [ § 3 ]          |
| 5代内の近親交配           | Northern Dancer4×4=12.50%          | Northern Dancer4×4=12.50%          | Northern Dancer4×4=12.50%          | [ § 4 ]          |
| 出典                      | 1. 2. 3. 4.                        | 1. 2. 3. 4.                        | 1. 2. 3. 4.                        | 1. 2. 3. 4.      |

- 全兄：Budroyale：（ブリーダーズカップ・クラシック）2着
- 全弟：Tizbud（種牡馬）
  - 代表産駒：Tiz Flirtatious（ロデオドライブステークス）
- 全姉：Tizso
  - 代表産駒：Paynter（ハスケルインビテーショナルハンデキャップ）
- 全妹：Tizamazing
  - 代表産駒：Oxbow（プリークネスステークス）
- 従兄：Celibate（B.M.W. チェイス）、中山グランドジャンプ出走